# Marjo Voutilainen
Marjo Hannele Voutilainen   (* 22. März 1981 in Kuopio) ist eine ehemalige finnische Eishockeyspielerin, die seit 2022 Cheftrainerin der Frauenmannschaft von Ilves Tampere aus der Naisten Liiga ist. Voutilainen gewann mit der finnischen Frauen-Nationalmannschaft zwei Bronzemedaillen bei Weltmeisterschaften und die Bronzemedaille bei den Olympischen Winterspielen 2010.

## Karriere
In der Saison 2005/06 nahm sie mit Espoo Blues am European Women Champions Cup teil, bei dem sie den zweiten Platz erreichte.
In der folgenden Spielzeit gewann sie mit Espoo die finnische Meisterschaft im Fraueneishockey und wurde Zweite der Topscorerliste und beste Vorlagengeberin der Frauen-SM-liiga. 2008 gewann sie ihre dritte finnische Meisterschaft mit den Blues und war mit 13 Scorerpunkten drittbeste Punktesammlerinn den Play-offs. Nach diesem Erfolg verließ sie ihr Heimatland, als sie im Sommer 2008 vom amtierenden russischen Meister SKIF Nischni Nowgorod verpflichtet wurde. Mit SKIF gewann sie 2009 den European Women Champions Cup und erreichte die russische Vizemeisterschaft. Anschließend kehrte sie nach Finnland und zu den Espoo Blues zurück.
Zwischen 2014 und 2016 spielte sie für  JYP in der SM-sarja und gewann 2016 ihre vierte Meisterschaft. Anschließend beendete sie ihre Karriere und wurde Cheftrainerin des Frauenteams von ihrem Heimatverein KalPa. Diese Position hatte sie bis 2022 inne, ehe sie innerhalb der Naisten Liiga zu Ilves Tampere wechselte.

### International
Marjo Voutilainen gehörte zwischen 1997 und 2014 zum erweiterten Kader der finnischen Nationalmannschaft und gewann mit dieser bei der Weltmeisterschaft 2008 und 2009 die Bronzemedaille. Bis zu den Olympischen Spielen 2010 hatte sie bereits 114 Länderspiele absolviert. Bei den Olympischen Winterspielen in Vancouver 2010 gewann sie ebenfalls die Bronzemedaille. 2013 absolvierte sie ihre fünfte und letzte Weltmeisterschaft, bei der sie mit den finnischen Frauenauswahl den vierten Platz belegte.

## Erfolge und Auszeichnungen
- 2002 Finnischer Vizemeister mit IHK Helsinki
- 2005 Finnischer Meister mit den Espoo Blues
- 2007 Finnischer Meister mit den Espoo Blues
- 2008 Finnischer Meister mit den Espoo Blues
- 2008 Bronzemedaille bei der Weltmeisterschaft
- 2009 Bronzemedaille bei der Weltmeisterschaft
- 2010 Bronzemedaille bei den Olympischen Winterspielen
- 2016 Finnischer Meister mit JYP Jyväskylä

## Karrierestatistik
(Legende zur Spielerstatistik: Sp oder GP = absolvierte Spiele; T oder G = erzielte Tore; V oder A = erzielte Assists; Pkt oder Pts = erzielte Scorerpunkte; SM oder PIM = erhaltene Strafminuten; +/− = Plus/Minus-Bilanz; PP = erzielte Überzahltore; SH = erzielte Unterzahltore; GW = erzielte Siegtore; 1 Play-downs/Relegation; Kursiv: Statistik nicht vollständig)